# 宗教迫害
宗教迫害是一種歧視政策及作為，以針對某種特定的宗教或信仰，或是缺乏此類信仰為理由，對於某個人或是團體，系統性的採取一系列行動，例如取消部份或全部的公民權、虐待以至於謀殺或屠殺。這通常被視為是一種缺乏人權的作為。如阿爾巴尼亞在共產黨執政時期曾以一個人有任何特定宗教信仰、違背国家无神论為由，迫害國內所有的宗教人士。

## 成因
宗教迫害可能是因為政治原因所造成，例如：罗马帝国曾經长期迫害基督教；天主教與新教在歐洲互相爭戰迫害引發宗教戰爭；豐臣秀吉與清聖祖（康熙帝）曾經禁止天主教；中华人民共和国文化大革命時期红卫兵消灭宗教；伊朗伊斯蘭共和國打壓巴哈伊信仰、蘇菲派及基督徒等。

## 事例

### 上古歐洲
- 蘇格拉底、亞里士多德均被雅典當局宣判不敬神罪名，前者被處死，後者逃亡因而躲過迫害。
- 塞琉古帝國征服巴勒斯坦後實施強硬的種族同化政策，以暴力強迫猶太人斷絕自身禮俗並改信古希臘宗教，違者處死[3]。

### 基督教

#### 对基督徒的迫害
基督徒受到的非基督教势力的迫害主要包括：拆毁十字架，拆除教堂，抓捕基督徒，驱散并阻拦聚会。以各种理由阻拦基督徒接近上帝。

##### 猶太教
耶穌被猶太祭司團向羅馬政府污告死罪，猶太公會與統治者希律·阿基帕一世以威嚇、禁錮、鞭打、處死基督徒等手段阻止早期基督教傳播，殉道者如司提反、西庇太的兒子雅各、公義者雅各等。

##### 罗马帝国
以十字架酷刑处决耶稣后，罗马帝国长期迫害和屠杀基督徒，直到君士坦丁大帝解禁并皈依基督教。

##### 伊斯兰社会
根据伊斯兰教法的规定和民族习俗，各个伊斯兰社会对被征服地区基督徒存在迫害和歧视。
- 阿拉伯帝国：
- 塞尔柱帝国：佔領耶路撒冷後，刁難、虐待前來朝聖的基督徒，引發西歐的十字軍東征。
- 奥斯曼土耳其帝国：
  - 在君士坦丁堡等地屠杀基督徒、进行掠夺和破坏。
  - 把被征服地区的大量教堂改建为清真寺。
  - “亚美尼亚大屠杀”
  - 2007年塔利班挾持韓國人質事件
- 伊斯蘭國控制地區人權

##### 中国
唐武宗灭佛时，殃及景教。
清朝康熙年间，官員楊光先借口在欽天監任職的教士湯若望等人修曆有錯將其入監。清朝中期原本因為禮儀之爭已經導致了康熙對於基督宗教的不滿，除了傳教士得到允許留下外，部分遭到遣返，到了雍正年間就正式禁教。清末中國，在治外法權凌駕中國法律、仇外心態、詆毀洋人的謠言、守舊勢力的影響下，發生400餘起中國人迫害基督宗教與基督徒的教案。義和團是由中國民間發起的宗教組織，宣稱可以藉由附身獲得神力，以趕走列強侵犯中國領土，最後這團體得到慈禧太后的支持。原本對於列強的反對卻延燒到一般的傳教士以及中國本地的信徒身上，華北計有32,000名中国基督徒和200名传教士被义和团杀害，共100,000名平民被义和团杀害；5,000名平民被八国联军杀害
。文化大革命时期，基督徒也曾遭受大规模迫害。

##### 朝鲜半岛
- 儒教王国朝鮮國对基督徒的迫害和屠杀

##### 日本
日本德川幕府对基督徒进行镇压。1637年10月，島原的一名農民交不起農租，妻子被领主松倉勝家的家臣田中宗夫带人抓走，數百名憤怒的村民聚眾放火燒毁了田中的家宅，16岁的天草四郎時貞（教名Jerome）被推举为领袖。10月15日，島原有馬村名叫林兵右卫门的藩吏探悉有村民供奉天主像，破门而入卻被在场的村民杀死。隨後本地民众开始誅杀藩吏、焚烧寺庙，最終使領內的民眾响应了這次一揆之亂。島原之亂殺害三十萬的信士，利用踏繪等大型制度來找出基督教信徒。德川幕府發佈了禁教令，直到明治時代才正式廢除。

##### 20世紀以來
基督教團體「敞開的門」估計現今約有100萬基督徒面臨著專制國家的迫害 。一分2010年的調查顯示2008-2010年之間全世界宗教迫害的案件中至少有75%是對基督徒的迫害。
- 2007年塔利班挾持韓國人質事件

#### 基督徒实施的迫害

##### 欧洲中世紀社会
- 欧洲基督教民族的社会对犹太人和犹太教的歧视和迫害。
- 十字军东征

###### 女巫大獵
源自於對於未知的恐懼和對巫術的忌諱導致獵殺女巫，而法蘭西女英雄聖女貞德也曾被誣為女巫。在高峰的15世紀，獵巫審判是於世俗法院審判。
其實初時男巫和女巫被指控的人數一樣多，直到了1485年海因里希·克雷默及約翰·斯普倫格著作的獵巫手冊《女巫之槌》（Malleus Maleficarum）面世後，令整個歐洲社會把獵巫的矛頭指向女性。被判死刑的女巫，財產會被沒收，令政界和司法界對獵巫運動更加積極。在迫害的巔峰期，很多不懂巫術的女人也遭人誣告罪成而被處火刑。

##### 迫害異見者
啟蒙運動之前，科學或一些另類的神學(即基督教中的異端)與天主教常發生衝突，若干科學研究或異見人士被指為異端，甚至遭到迫害。阿拉貢王國神學家米格爾·塞爾韋特参与了新教改革，后期又发展了反对三位一体论，並對約翰·加爾文進行激烈的人身攻擊。雖然同时被天主教和新教宣布有罪，但最後他是被新教的日内瓦理事会以异端的名义烧死。
}
意大利神父焦爾達諾·布魯諾相信宇宙有無限個，天主則是宇宙的靈魂。這種主張後來被聖座指為「异端」。1592年，他因Moncenigo的告發而被天主教宗教法庭控以「異端邪說」罪，從此被囚禁八年，但始終不撤回自己的主張。最後在1600年2月17日，布鲁诺在羅馬鮮花廣場的火刑柱上被处以火刑，布鲁诺被控以火刑的原因并非是坚持日心说，而是因为他坚持的赫尔墨斯主义和反一神论思想。但日心說也因為他而連帶成了異端學說。
与聖座和教宗关系密切的天主教徒伽利略·伽利莱維護哥白尼學說這件事在当时是極具爭議性的，那時候大部份哲學家及天文學家還在贊成地心說，也就是認為地球是宇宙的中心。在他於1610年公開支持日心說之後，他受到一些科學家和天主教教士的激烈反對，後者其中兩人更於不久後的1615年向聖座異端裁判所告發伽利略。儘管對他的指控當時都被撤消，但是因為受到布魯諾的牽連，1616年2月日心說還是被判定為“錯誤且有違《聖經》的”， 而且伽利略還被警告，說要他終止對日心說的支持──而他也承諾了會這樣做。當他後來在他最有名的著作，《關於托勒密和哥白尼兩大世界體系的對話》（1632年出版），中捍衛其觀點時，就受到了裁判所的審訊，被判定“有強烈異端嫌疑”，結果被迫放棄日心說，並在軟禁下度過餘生。后来天主教会为伽利略受到的不公正待遇平反。
哲學家拉美特利因他的著作因為激怒教會而被迫流亡法國啟蒙思想家、唯物主義哲學家、無神論者和作家，百科全書派的代表，因反對宗教被教會關押三個月。希臘化古埃及學者，是當時名重一時的女性哲學家、數學家、天文學家、占星學家以及教師。由於她經常與歐瑞斯提斯晤面，在基督徒中便有謗言流傳，說就是她在阻擋總督歐瑞斯提斯與總主教亞歷山大的區利羅和好，最後被殺死。

#### 天主教
天主教会或以天主教为国教的国家或天主教徒实施的宗教性迫害主要包括：
- 利用宗教名义的政治治害
  - 如：法国宗教法庭处死圣女贞德
- 对“异端”和新教徒的迫害
- 在十字軍東征中屠殺穆斯林
- 以猎巫等反魔法、邪术、迷信的名义的迫害
- 為了解除殖民上的阻礙解散了耶穌會。
- 圣巴托洛缪大屠杀
- 進入美洲大陸時對當地原住民的造成的屠殺及金錢的掠奪，以及對殖民地上的文明例如瑪雅文明等的破壞，記載瑪雅象形文字的書籍大多為西班牙人視為異端而毀滅。

#### 新教
新教教會、新教徒或其团体或以新教为国教的国家实施的宗教性迫害主要包括：
- 利用宗教名义对其他新教徒的政治迫害
- 对“异端”和天主教徒的迫害
- 对本土和爱尔兰天主教徒的迫害
- 对清教徒的迫害
- 以加尔文派教理治政的日内瓦市议会：
  - 处死反对三位一体论的米格尔·塞尔韦特。
- 清教徒等加尔文主义“选民”，违背耶稣教导的爱、怜恤、宽恕和政教分离的原则：
  - 迫害北美印第安人。
  - 在马萨诸塞等地建立政教合一性政权迫害其他基督徒。
  - 迫害美洲殖民地的劳动人民，特別是天主教徒。
- 五旬節基本教義派
  - 攻擊巴西原住民的禱告堂。[16]

### 伊斯蘭教
- 遜尼派、什葉派、蘇菲派的內鬥。
- 對伊斯蘭國家的基督徒、祆教徒、猶太教徒的迫害。[來源請求]
- 有伊斯蘭教武裝分子在控制區甚至代替政府執行所謂伊斯兰教法，例如一對巴基斯坦男女就因偷情被塔利班槍決。[17][18]
- 文化大革命時期爆發沙甸事件

### 佛教
- 阿育王曾將以萬計的分那婆陀那國的拜偶像外道屠殺，甚至将异教徒全家活活烧死屋中[19] ；亦曾因佛教僧侶不與外道一起和合說戒，而屠殺了都城內的佛教僧侶[20]。據記載因為此事導致阿育王的老師亦被當是外道屠殺了，於是阿育王後悔了。之後的他也再没有迫害其它教派的具體記載。所以後來的人都認為阿育王强调宽容和非暴力主义。

- 中國歷史上有四位皇帝：北魏太武帝（信奉道教，任內焚佛經、坑沙門）、北周武帝（信奉儒教）、唐武宗（信奉道教）、後周世宗，四人都下令禁佛，強令僧尼還俗，破壞佛寺、佛經。史稱「三武一宗之禍」。

- 李成桂統一朝鮮半島建立朝鮮王朝後開始奉行排佛崇儒的政策。

- 中國文化大革命時期紅衛兵消滅宗教，並燒毀了佛教經典、拆除寺廟等活動。

- 日本明治維新元年為了進一步區分神道與佛教，於是下了神佛分離令，導致廢佛毀釋運動的出現。

- 越南共和國的順化佛誕槍擊案以及後來衍生而出的佛教徒危機。

### 其他
- 1967年，阿尔巴尼亚共產黨当局在阿尔巴尼亚发动了一场剧烈的消灭宗教运动，所有阿爾巴尼亞境內的宗教都遭到打壓，阿尔巴尼亚共產黨政府更曾宣布自己是世界上首個無神論國家。
- 中華人民共和國禁止法輪功被一些人視為對法輪功的宗教迫害。
- 印尼在憲法上是一個世俗國家，印度尼西亞憲法保障宗教自由，但不允許無神論，也不承認不可知論，褻瀆神是不合法的，而且只允許六種官方認定的宗教（伊斯蘭教、基督新教、天主教、印度教、佛教和儒教）。